# Dom Viçoso
Dom Viçoso is een gemeente in de Braziliaanse deelstaat Minas Gerais. De gemeente telt 3.117 inwoners (schatting 2009).

## Aangrenzende gemeenten
De gemeente grenst aan Carmo de Minas, Cristina, Maria da Fé, São Sebastião do Rio Verde en Virgínia.